# Persone di nome Elias
| Questa pagina contiene informazioni ricavate automaticamente dalle voci biografiche con l'ausilio del template Bio e di un bot. L'aggiornamento è periodico e automatico e ricostruisce completamente la pagina. Se manca una persona in questa lista, sei pregato di non aggiungerla, ma accertati piuttosto che la sua voce biografica contenga il template Bio e che i dati anagrafici siano correttamente compilati. Se il template Bio manca, inseriscilo tu stesso o, in alternativa, metti l'avviso {{tmp\|Bio}} che ne segnala la mancanza. Se i dati riportati sono sbagliati, correggi direttamente la voce biografica; le modifiche saranno visibili in questa lista entro pochi giorni. Per chiarimenti vedi il progetto antroponimi. La lista contiene solo le 81 persone che sono citate nell'enciclopedia e per le quali è stato implementato correttamente il template Bio. Pagina aggiornata al 23 mag 2025. |

Questa è una lista di persone presenti nell'enciclopedia che hanno il nome Elias, suddivise per attività principale.

## Allenatori di sci alpino(1)
- Elias Kolega, allenatore di sci alpino e ex sciatore alpino croato (Monaco di Baviera, n. 1996)

## Architetti(1)
- Elias Holl, architetto tedesco (Augusta, n. 1573 - Augusta, † 1646)

## Arcivescovi cattolici(1)
- Elias Zoghbi, arcivescovo cattolico e scrittore egiziano (Il Cairo, n. 1912 - † 2008)

## Arpisti(1)
- Elias Parish Alvars, arpista e compositore britannico (Teignmouth, n. 1808 - Vienna, † 1849)

## Artisti(1)
- Elias Crespin, artista venezuelano (Caracas, n. 1965)

## Artisti marziali misti(1)
- Elias Theodorou, artista marziale misto e personaggio televisivo canadese (Mississauga, n. 1988 - Woodbridge, † 2022)

## Assassini seriali(1)
- Elias Xitavhudzi, serial killer sudafricano († 1960)

## Attori(1)
- Elias Koteas, attore canadese (Montréal, n. 1961)

## Avvocati(1)
- Elias Hrawi, avvocato e politico libanese (Hawsh al-Umarāʾ, n. 1925 - Beirut, † 2006)

## Calciatori(25)
- Elias Alves da Silva, ex calciatore brasiliano (Montalvânia, n. 1981)
- Elias Baum, calciatore tedesco (Francoforte sul Meno, n. 2005)
- Elias Bazzi, ex calciatore argentino (Córdoba, n. 1981)
- Elias Cobbaut, calciatore belga (Malines, n. 1997)
- Elias Debesa, calciatore eritreo (n. 1980)
- Elias Mendes Trindade, ex calciatore brasiliano (San Paolo, n. 1985)
- Elias Filet, calciatore francese (Parigi, n. 2002)
- Elias Hadaya, calciatore svedese (Eskilstuna, n. 1998)
- Elias Havel, calciatore austriaco (n. 2003)
- Elias Jelert, calciatore danese (Virum, n. 2003)
- Elias Kachunga, calciatore tedesco (Haan, n. 1992)
- Elias Kanu, ex calciatore brasiliano (Boa Esperança, n. 1983)
- Elias Kristoffersen Hagen, calciatore norvegese (Oslo, n. 2000)
- Elias Manoel, calciatore brasiliano (Campinas, n. 2001)
- Elias Martello Curzel, calciatore brasiliano (Vacaria, n. 1995)
- Elias Mokwana, calciatore sudafricano (KwaMhlanga, n. 1999)
- Elias Ntaganda, ex calciatore ruandese (Kinshasa, n. 1979)
- Elias Olsson, calciatore svedese (Arlöv, n. 2003)
- Elias Pelembe, calciatore mozambicano (Maputo, n. 1983)
- Michael Pienaar, ex calciatore namibiano (n. 1978)
- Elias Ribeiro de Oliveira, ex calciatore brasiliano (Santa Rita do Sapucaí, n. 1983)
- Elias Saad, calciatore tunisino (Amburgo, n. 1999)
- Elias Sierra, calciatore belga (Hasselt, n. 2001)
- Elias Storm, ex calciatore svedese (Stoccolma, n. 1979)
- Elias Uzamukunda, ex calciatore ruandese (Kigali, n. 1991)

## Cestisti(4)
- Elias Harris, cestista tedesco (Spira, n. 1989)
- Elias Lasisi, cestista belga (Lovanio, n. 1992)
- Elie Rustom, cestista libanese (Zouk Mikael, n. 1981)
- Elias Valtonen, cestista finlandese (Eura, n. 1999)

## Chimici(1)
- Elias James Corey, chimico statunitense (Methuen, n. 1928)

## Chitarristi(1)
- Elias Viljanen, chitarrista finlandese (Kemi, n. 1975)

## Ciclisti su strada(1)
- Elias Maris, ciclista su strada belga (Oelegem, n. 1999)

## Collezionisti d'arte(1)
- Elias Ashmole, collezionista d'arte, storico e alchimista inglese (Lichfield, n. 1617 - Londra, † 1692)

## Compositori(1)
- Allie Wrubel, compositore statunitense (Middletown, n. 1905 - Twentynine Palms, † 1973)

## Filologi(1)
- Elias Lönnrot, filologo, medico e botanico finlandese (Sammatti, n. 1802 - Sammatti, † 1884)

## Fondisti(1)
- Elias Keck, fondista tedesco (Kempten, n. 2003)

## Giocatori di football americano(1)
- Eli Ricks, giocatore di football americano statunitense (Rancho Cucamonga, n. 2001)

## Hockeisti su ghiaccio(3)
- Elias Bianchi, hockeista su ghiaccio svizzero (Lugano, n. 1989)
- Elias Fälth, hockeista su ghiaccio svedese (Nacka, n. 1981)
- Elias Lindholm, hockeista su ghiaccio svedese (Boden, n. 1994)

## Imprenditori(1)
- Elias Boudinot, imprenditore statunitense (Oothcaloga, n. 1802 - Park Hill, † 1839)

## Ingegneri(1)
- Elias Gyftopoulos, ingegnere greco (Atene, n. 1927 - Lincoln, † 2012)

## Inventori(1)
- Elias Howe, inventore statunitense (Spencer, n. 1819 - New York, † 1867)

## Matematici(1)
- Elias M. Stein, matematico statunitense (Anversa, n. 1931 - † 2018)

## Mezzofondisti(1)
- Elias Katz, mezzofondista e siepista finlandese (Turku, n. 1901 - Gaza, † 1947)

## Micologi(1)
- Elias Magnus Fries, micologo e botanico svedese (Femsjö, n. 1794 - Uppsala, † 1878)

## Miniatori(1)
- Elias Brenner, miniatore, incisore e archeologo svedese (Isokyrö, n. 1647 - Stoccolma, † 1717)

## Paleografi(1)
- Elias Avery Lowe, paleografo lituano (Kalvarija, n. 1879 - † 1969)

## Pallamanisti(1)
- Elias Ellefsen á Skipagøtu, pallamanista faroese (Copenaghen, n. 2002)

## Pittori(2)
- Elias Gottlob Haussmann, pittore tedesco (Gera, n. 1695 - Lipsia, † 1774)
- Elias Vinie, pittore fiammingo

## Politici(3)
- Elias Camsek Chin, politico palauano (Peleliu, n. 1949)
- Elias Sarkis, politico libanese (Shabbaniyya, n. 1924 - Parigi, † 1985)
- Elias Vacca, politico e avvocato italiano (Alghero, n. 1964)

## Religiosi(1)
- Elias Raymond, religioso francese (Avignone, † 1389)

## Scacchisti(1)
- Elias Stein, scacchista olandese (Forbach, n. 1748 - L'Aia, † 1812)

## Scrittori(2)
- Elias Canetti, scrittore, saggista e aforista bulgaro (Ruse, n. 1905 - Zurigo, † 1994)
- Elias Khoury, scrittore e giornalista libanese (Beirut, n. 1948 - Beirut, † 2024)

## Snowboarder(1)
- Elias Huber, snowboarder tedesco (Berchtesgaden, n. 1999)

## Storici(2)
- Elias Bickerman, storico e grecista moldavo (Kišinëv, n. 1897 - Tel Aviv, † 1981)
- Elias Shoufani, storico e attivista palestinese (Mi'ilya, n. 1932 - Damasco, † 2013)

## Tennisti(2)
- Vic Seixas, tennista statunitense (Filadelfia, n. 1923 - Mill Valley, † 2024)
- Elias Ymer, tennista svedese (Skara, n. 1996)

## Teologi(1)
- Elias Schrenk, teologo tedesco (Hausen ob Verena, n. 1831 - Bethel, † 1913)

## Trovatori(5)
- Elias de Barjols, trovatore francese
- Elias Cairel, trovatore francese (Sarlat - Sarlat)
- Elias Fonsalada, trovatore francese
- Elias d'Ussel, trovatore francese
- Elias de Solier, trovatore francese

## Vescovi cattolici(1)
- Elias Boutros Hoayek, vescovo cattolico e patriarca cattolico libanese (Helta, n. 1843 - Bkerké, † 1931)

## Senza attività specificata(2)
- Elias John Wilkinson Gibb, turcologo e traduttore scozzese (Glasgow, n. 1857 - Londra, † 1901)
- Elias Hicks, carpentiere, agricoltore e sacerdote statunitense (Hempstead, n. 1748 - Jericho, † 1830)